# 相良為続
相良 為続（さがら ためつぐ、文安4年（1447年）- 明応9年6月4日（1500年6月30日））は、相良氏の第12代当主。第11代当主・相良長続の3男。母は犬童兼長の娘。官位は従五位下・左衛門尉。通称は次郎三郎。初名は頼元、後に肥後守護菊池為邦と長続からそれぞれ偏諱を受け、為続と改名した。

## 生涯
山田城（現山江村）に生まれた。長兄・頼金は疾のため、次兄・頼幡（よりあきら）は夭折によって家督を継ぐことができなかったので、3男であった為続（頼元）が世子とされた。
応仁元年（1467年）、21歳の時に隠居した長続より家督を譲られ、人吉城主となった。
翌年、応仁の乱の京都より帰った父が病死すると、管領細川勝元は次は為続にも書状で出陣を求めた。為続は菊池氏と島津氏に相談すると答えたが、上意であると強く申し付けられたので、文明元年（1469年）、兵を率いて上洛した。その後、勝元軍に属したが、足利義視と勝元が不和となると、守護大名大内政弘に従って義視方に付き、度々軍功を上げて、文明2年に従五位下・左衛門尉に叙された。
文明7年、薩州家の島津国久と同盟を結び、10月、鹿児島に赴いて犬追物や笠懸などの催しで歓待された。
文明8年（1476年）2月20日、薩摩国牛屎院の牛山城（大口城）の将・島津三郎右衛門が兵を起して菱刈（現伊佐市）を襲った。菱刈道秀は為続の舅であったため、為続はこれを助けるために牛山城を攻撃したが落とせず、島津国久に助力を要請。3月27日、北原氏が味方として来援したので、8月4日、相良勢と島津国久及び北原氏の連合軍で、島津三郎右衛門と牛山河原で野戦したが勝敗は決しなかった。（牛山河原合戦）　しかし9月2日には牛山城も陥落した。島津国久は子の秀久と協議して、牛屎院を再び相良氏に預けることして治安を守らせた。為続は永留頼福を牛山城主とした。
名和顕忠は、かつて長続に助けられた恩から高田郷を相良氏に贈ったが、長じてこれを惜しみ、奪還しようとの野望を持つようになった。前述の為続が牛屎院へ出陣中していた折、その隙を狙って顕忠は平山城（高田郷）を奇襲攻撃した。城兵は上津浦邦種の天草兵の助力でこれを撃退したが、以後、名和氏との対立は深まった。
文明12年（1480年）、顕忠は和議を請い、為続の娘を妻にする政略結婚を申し出て許された。この娘と顕忠は内縁を結んだが早世し、平和も長く続かなかった。文明14年（1482年）、薩摩の内乱鎮圧で島津氏に加勢するために為続が牛屎院へ出陣すると、顕忠は再び高田を攻撃した。しかしこの時も城兵が堅守し、葦北の相良勢が来援して名和勢は敗れた。
為続は、顕忠の再三の暴挙に激怒してこれを討つことを決意。翌15年（1483年）10月、上津浦邦種と佐敷で合流。12月13日に出陣して古麓城（当時の呼称は「麓城」）を攻めた。島津国久の名代延久（弟）、菱刈道秀、祁答院重慶（けどういんしげのり）、北原昌宅、更に天草の天草五人衆（志岐氏、上津浦氏、栖本氏など）ら加勢が次々と参陣。連合軍は古麓城を落としたが、守護の菊池重朝（為邦の嫡男）の許しが得られなかったために止む無く高田へ退いた。しかし翌16年（1484年）に再び落城せて顕忠を敗走させ、初めて相良氏が八代を領した。
同年、宇土為光（菊池為光）は本家を乗っ取ろうと思い、益城守富荘赤熊で甥・菊池重朝と戦ったが大敗し、為続のもとに逃げてきて庇護された。
阿蘇惟忠は名和顕忠と姻戚で、顕忠と為続が争って以来、相良氏とは不仲であったが、菊池氏とも争っており、その対抗上、為続と会して和睦した。惟忠が没すると実子の惟憲（惟乗）が後を継いだが、養子・惟歳とその子惟家は菊池重朝に支持され、大宮司職を欲して反乱を起こした（または乱を起こした惟憲を討たんとした）。文明18年（1486年）、惟憲は為続の援軍を得て、馬門原の戦い（益城軍矢部荘馬門原）で大勝した。重朝が和議を求めてきたので、為続は宇土為光を宇土城へと復帰させ、阿蘇氏に所領を戻すように要求し、これを認めさせた。
また長享元年（1487年）、為続は豊福城（宇城市松橋町豊福）を奪取し、守将竹崎安清親子を斬り、稲留刑部大輔を城主としたが、菊池重朝はこの領有も事後承認した。
同年、実弟の頼泰が、為続の嫡男長毎を除き、自分の嫡子長泰に宗家を継がせようと謀反の企みを抱くが、これが事前に露見したため、為続は頼泰に切腹を命じ、その家臣も成敗した。長泰も当時いた八代で斬られた。
明応2年（1493年）10月、菊池重朝は相良氏との関係を深めるために、その重臣隈部朝夏を派遣して、嫡子武運と長毎の娘（つまり為続の孫娘）との結婚を約束させた。しかしほどなく重朝は死去し、隈部朝夏は若年の武運を侮って謀反を起こした。為続は朝夏に応じて出陣した。盟約を反故とされたことに武運は憤激し、相良氏とは義絶すると宣言した。
明応7年（1498年）、菊池武運（能運）は先年来の恨みを晴らさんと挙兵し、筑後・豊後の援兵を得て豊福城を攻略した。相良勢は八代に敗退したが、周辺豪族も為続から次々と離反し、更に肥前有馬氏が菊池側に味方して古麓城を攻めた。為続は葦北や球磨の兵でこれを防いだが、翌明応8年3月には八代を放棄して、高田に退き、さらには球磨へと退いた。菊池側はさらに天草や真幸院からも味方を集めて勢いを得て、さらに攻めてたので、為続は再び牛屎院を島津氏へ返還して、葦北・球磨の防衛に徹することになった。
明応9年、為続は失意の内に家督を長毎に譲り、6月4日、54歳で死去した。法号は西華蓮船。墓地は球磨無量寿院。

## 人物
為続は戦国武将としてだけでなく、教養人・政治家としても評価されている。明応2年（1493年）には「相良氏法度七条」を定め、また連歌にも通じ、「洞然長状」によれば、『新撰兎玖波集』に九州でただ一人句を選ばれたという。